# Johannesbachklamm

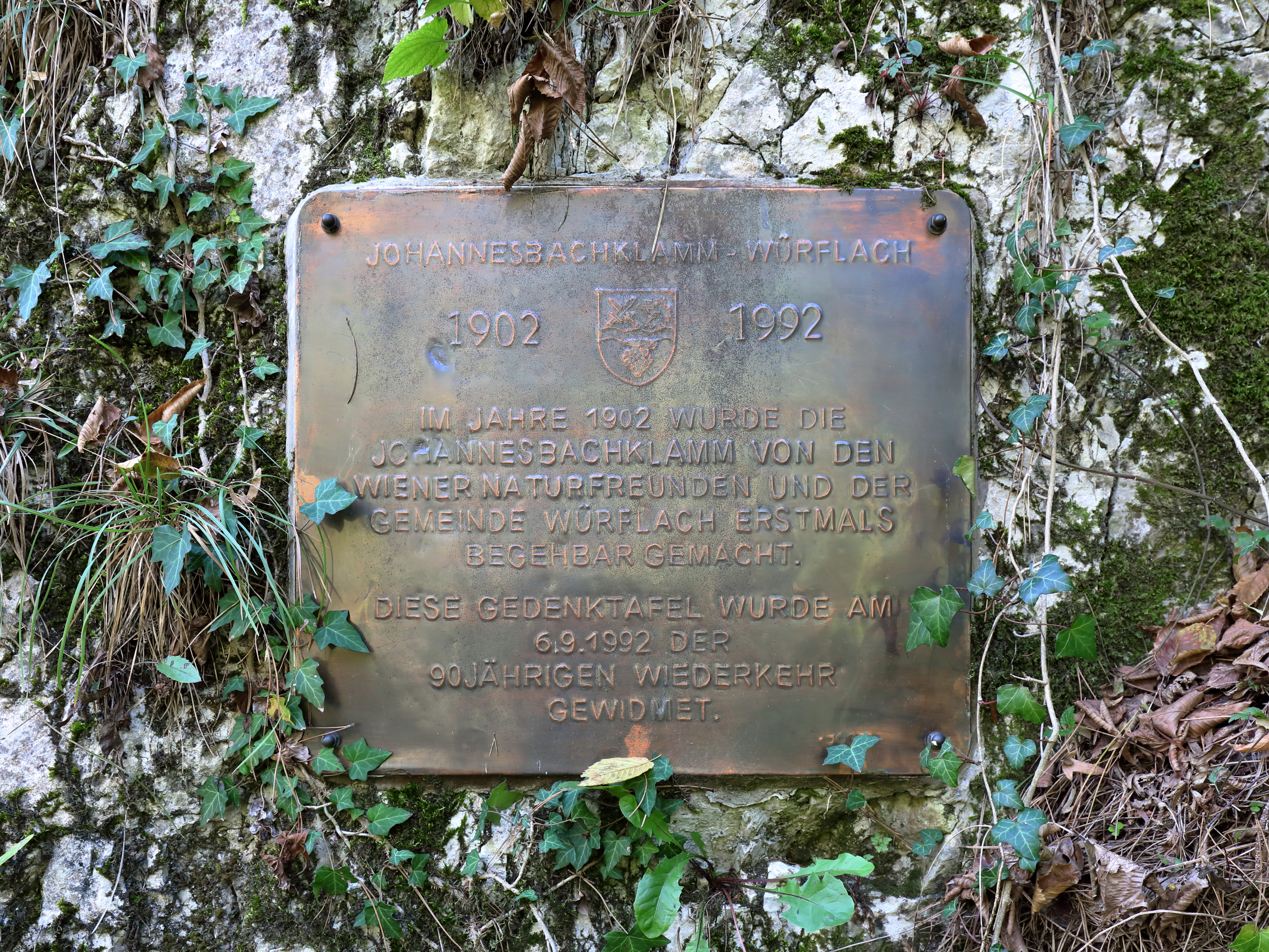
Placa conmemorativa en el Johannesbachklamm

El desfiladero de Johannesbachklamm está situado en el sur de la Baja Austria, cerca de Würflach, en el borde occidental de la cuenca de Viena. Hoy en día se encuentra en medio de la zona de conservación del paisaje de Johannisbachklamm.
El desfiladero de Johannesbachklamm tiene un buen kilómetro de longitud y se hunde hasta 60 m de profundidad en una zona de caliza de Wetterstein, que separa los estratos más blandos de Werfen, más al oeste, de las zonas de grava de Steinfeld, al este.
Hay dos cuevas en el desfiladero: la cueva Johannesbachklamm (registro de cuevas 1861/7) y la cueva Klammwirthöhle (1861/61).

## Historia y desarrollo
Ya en la segunda mitad del siglo XIX, este camino que va bordeando el desfiladero, era utilizado por los mineros para llegar desde Würflach a la hoy abandonada mina de carbón de Grünbach am Schneeberg. Pero no fue hasta principios del siglo XX que el desfiladero se hizo accesible mediante un sendero construido por los Naturfreunden (Amigos de la Naturaleza). 
El camino, inaugurado el 3 de agosto de 1902, cruza el curso profundamente cortado del Johannesbach a través de diferentes puentes de madera un total de seis veces. 
Debido a los daños causados por las tormentas y las inundaciones, el camino ha tenido que ser renovado en repetidas ocasiones. 
En 1926 se construyó una presa a la salida del desfiladero y se reguló el curso del Johannesbach a través de la zona de Würflach.
Cada año, aquí se monta el mercadillo de Adviento que tiene el árbol de navidad más grande de Austria.

## Literatura
- Fritz Bodo: Grünbach y Johannesbachklamm. Alzas de historia local, Volumen 53, ZDB ID 2440250-3. Editorial Federal de Educación, Ciencia y Arte de Austria, Viena 1926, OBV.
- Johannesbachklamm, circuito de Dürrenberg. En: Franz Hauleitner, Rudolf Hauleitner: Wiener Hausberge. 52 excursiones y paseos seleccionados en las áreas de Schneeberg, Rax, Semmering y Wechsel con los Alpes de Gutenstein, Hoher Wand, Rosaliengebirge y Buckliger Welt. Las más bellas caminatas por el valle y la montaña. Cuarta edición. Bergverlag Rother, Ottobrunn 2001, ISBN 3-7633-4216-8, pág.62 y sig. - en línea.